# میدان الخلیج
میدان الخلیج (به عربی: حقل الخليج) یکی از میدان‌های نفتی واقع در خلیج فارس کشور قطر می‌باشد. این میدان در سال ۱۹۹۱ توسط شرکت فرانسوی الف آکیتن (به فرانسوی: ELF Aquitaine) کشف شد. میزان نفت درجای این میدان ۳۳۴ میلیون بشکه برآورد می‌شود. میزان برداشت میدان در سال ۲۰۱۰ روزانه ۳۸۰۰۰ بشکه می‌باشد. این میدان در نزدیکی مرزهای ایران واقع است و احتمال می‌رود دارای مخزنی مشترک با میدانهای بلال و رشادت باشد.